# ألفي آلن
ألفي آلن (بالإنجليزية: Alfie Allen)‏ هو ممثل إنجليزي عُرف بأدائه دور ثيون جريجوي في مسلسل اتش بي او الملحمي صراع العروش منذ 2011.

## سنواته الأولى
ولد آلن في هامرسميث في لندن وهو ابن للممثل كيث آلن والمنتجة ألسون اوين وأخته الكبرى هي المغنية ليلي ألين. وأغنيتها «ألفي» كانت عنه. ارتاد ألفي كلية سانت جون في بورتسموث وكلية الفنون الجميلة في هامبستيد.

## حياته المهنية
أول ظهور لألفي لمرة واحدة كان على القناة الرابعة البريطانية عام 1998، في نفس العام ظهر ألفي مع شقيقته ليلي في فيلم إليزابيث التي أنتجته والدتهم. كما شارك أيضاً في دور صغير في فيلم العميل كودي بانكس الذي أخرجه عمّه كيفن آلن. ثم تتابعت عليه الأدوار، إلى أن لعب دور ثيون جريجوي في مسلسل صراع العروش حيث الذي جذب نحوه الاهتمام العالمي بهذا الدور.

## أعماله
| السنة | العنوان               | الدور         |
| ----- | --------------------- | ------------- |
| 1998  | Elizabeth             | ابن ارونديل   |
| 2004  | Agent Cody Banks 2    |               |
| 2007  | Atonement             | داني هاردمان  |
| 2008  | Flashbacks of a Fool  | كيفين هوبل    |
| 2008  | Casualty 1900s        | نوبي كلارك    |
| 2008  | The Other Boleyn Girl | مراسل الملك   |
| 2009  | Freefall              | ايان          |
| 2010  | Soulboy               | روس مونجوي    |
| 2010  | The Kid               | دومينيك       |
| 2010  | Freestyle             | جيز           |
| 2010  | Powder                | ويزر          |
| 2011  | Game of Thrones       | ثيون جريجوي   |
| 2012  | Confine               | هنري          |
| 2014  | Plastic               | ياتسي         |
| 2014  | John Wick             | لوسيف تاراسوف |

## روابط خارجية
- ألفي آلن على موقع IMDb (الإنجليزية)
- ألفي آلن على موقع روتن توميتوز (الإنجليزية)
- ألفي آلن على موقع قاعدة بيانات الأفلام العربية
- ألفي آلن على موقع ألو سيني (الفرنسية)
- ألفي آلن على موقع تيرنر كلاسيك موفيز (الإنجليزية)
- ألفي آلن على موقع أول موفي (الإنجليزية)
- ألفي آلن على موقع قاعدة بيانات برودواي على الإنترنت (الإنجليزية)
- ألفي آلن على موقع قاعدة بيانات الأفلام السويدية (السويدية)
- ألفي آلن على موقع قاعدة بيانات الفيلم (الإنجليزية)
- ألفي آلن على موقع كينوبويسك (الروسية)